# Bridge City (Louisiana)
Bridge City is een plaats (census-designated place) in de Amerikaanse staat Louisiana, en valt bestuurlijk gezien onder Jefferson Parish.

## Demografie
Bij de volkstelling in 2000 werd het aantal inwoners vastgesteld op 8323.

## Geografie
Volgens het United States Census Bureau beslaat de plaats een oppervlakte van
13,6 km², waarvan 11,3 km² land en 2,3 km² water.

## Plaatsen in de nabije omgeving
De onderstaande figuur toont nabijgelegen plaatsen in een straal van 8 km rond Bridge City.